# Speedex Castings & Accessories
Speedex Castings & Accessories war ein britischer Hersteller von Automobilen.

## Unternehmensgeschichte
Jem Marsh, der zuvor bei Dante Engineering tätig war, gründete 1958 das Unternehmen. Standort war entweder an der Jubilee Street 33 oder an der Windsor Street 17a in Luton. Er bot Fahrzeugteile und Tuning an. Im Oktober 1958 begann die Produktion von Automobilen und Kits. Der Markenname lautete Speedex. 1962 endete die Produktion. Cambridge Engineering aus Kew übernahm das Unternehmen und setzte die Produktion unter gleichen Markennamen noch bis 1963 fort. Insgesamt entstanden etwa 211 Exemplare. 44 Fahrzeug existieren noch. Jem Marsh gründete später Marcos Cars.

## Fahrzeuge

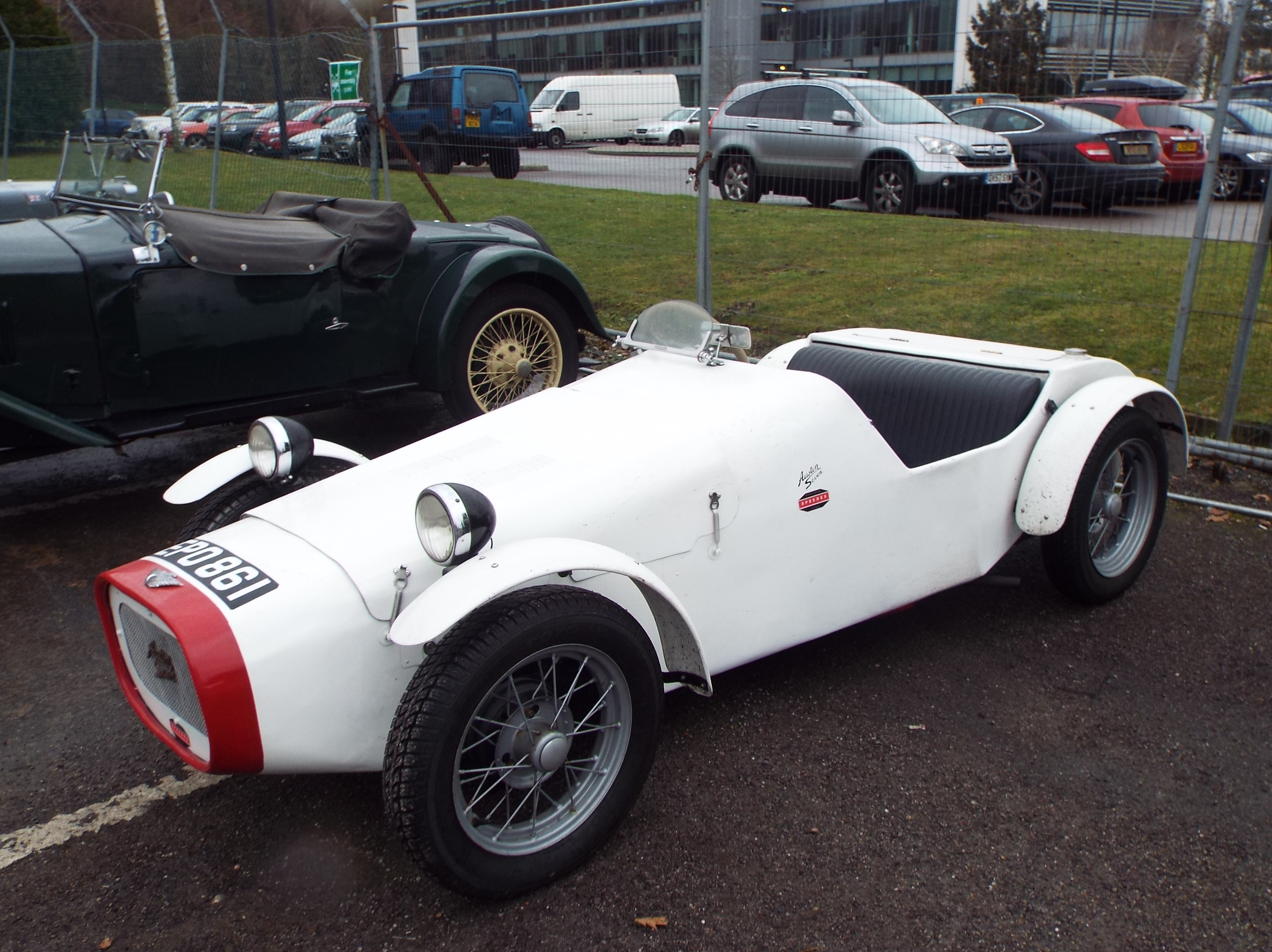
Speedex 750

Erstes Modell war der 750. Das Fahrzeug basierte auf dem Fahrgestell des Austin 7. Die offene Karosserie bot Platz für zwei Personen. Die vorderen Kotflügel waren mitlenkend ausgeführt. Von diesem Modell entstanden 150 Exemplare bis 1963.
Der Silverstone erschien ein Jahr später. Es hatte die gleiche Basis, aber integrierte Kotflügel. 50 Exemplare entstanden bis 1963.
1960 erschien der Sirocco. Dies war ein Coupé, entworfen vom Designer Peter Hammond, der später zu Vauxhall Motors wechselte. Das Fahrgestell des Ford Ten bildete die Basis. Elf Exemplare entstanden. Eines trug das britische Kennzeichen 750 HTM.